# Jesé Rodríguez
Jesé Rodríguez Ruiz (ur. 26 lutego 1993 w Las Palmas) – hiszpański piłkarz występujący na pozycji napastnika.

## Kariera klubowa

### Real Madryt
Jednym z pierwszych klubów w karierze Jesé był Huracán, w którego barwach prezentował się na tyle dobrze, że zwrócił na siebie uwagę wielu klubów, m.in. Barcelony. Ostatecznie jednak, mając 14 lat związał się z Realem Madryt. Po przebrnięciu przez szczeble młodzieżowe, Jesé trafił do zespołu rezerw. Zadebiutował w nim 16 stycznia 2011 roku podczas wygranego 5:0 ligowego spotkania z Universidad de Las Palmas. W lipcu 2011 roku Jesé został przez ówczesnego trenera, José Mourinho, powołany do kadry pierwszej drużyny na przedsezonowe zgrupowanie. 24 marca 2012 zadebiutował w niej oficjalnie, wchodząc na boisko na ostatnie dziesięć minut wygranego 5:1 ligowego meczu z Realem Sociedad. Latem 2013 roku został włączony do pierwszego zespołu na stałe. Pierwszego gola dla Realu zdobył 26 października tego samego roku podczas przegranego 1:2 spotkania z Barceloną.

### Paris Saint-Germain
8 sierpnia 2016 roku został podpisał pięcioletni kontrakt z francuskim Paris Saint-Germain. W nowym klubie zadebiutował 12 sierpnia 2016, w meczu 1. kolejki Ligue 1 przeciwko Bastii (1:0), zmieniając w 65' minucie spotkania Hatema Ben Arfę. 19 listopada 2016, w ligowym meczu z FC Nantes, skutecznie egzekwując rzut karny, zdobył swoją pierwszą bramkę dla PSG.

### Las Palmas
30 stycznia 2017 roku został wypożyczony na pół roku do hiszpańskiego klubu UD Las Palmas. Otrzymał koszulkę z numerem 10. W drużynie zadebiutował 6 lutego 2017 w meczu 21. kolejki La Liga przeciwko Granadzie (0:1), natomiast 5 marca 2017 w wygranym 5:2, ligowym, spotkaniu z Osasuną zdobył dwie premierowe bramki dla Las Palmas. Był to pierwszy ligowy dublet uzyskany w jego karierze.

### Stoke City
16 sierpnia 2017 został wypożyczony na rok do angielskiego klubu Stoke City. W klubie zadebiutował 19 sierpnia, w meczu 2. kolejki Premier League z Arsenalem (1:0), zdobywając zwycięskiego gola w tym spotkaniu.

## Kariera reprezentacyjna
Jesé ma za sobą grę w młodzieżowych reprezentacjach Hiszpanii. W 2010 roku znalazł się w kadrze do lat 17, która w Liechtensteinie zdobyła młodzieżowe wicemistrzostwo Europy. Dwa lata później wraz z reprezentacją U-19 zwyciężył na młodzieżowych Mistrzostwach Europy, samemu zostając królem strzelców imprezy.

## Statystyki kariery
(aktualne na dzień 21 maja 2019)
| Klub                 | Sezon              | Liga               | Liga  | Liga   | Puchar kraju | Puchar kraju | Puchar ligi | Puchar ligi | Europa | Europa | Inne  | Inne   | Suma  | Suma   |
| Klub                 | Sezon              | Liga               | Mecze | Bramki | Mecze        | Bramki       | Mecze       | Bramki      | Mecze  | Bramki | Mecze | Bramki | Mecze | Bramki |
| -------------------- | ------------------ | ------------------ | ----- | ------ | ------------ | ------------ | ----------- | ----------- | ------ | ------ | ----- | ------ | ----- | ------ |
| Real Madryt B        | 2010/11            | Segunda División B | 3     | 0      | –            | –            | –           | –           | –      | –      | –     | –      | 3     | 0      |
| Real Madryt B        | 2011/12            | Segunda División B | 36    | 8      | –            | –            | –           | –           | –      | –      | 3     | 2      | 39    | 10     |
| Real Madryt B        | 2012/13            | Segunda División   | 38    | 22     | –            | –            | –           | –           | –      | –      | –     | –      | 38    | 22     |
| Real Madryt B        | Ogólnie            | Ogólnie            | 77    | 30     | 0            | 0            | 0           | 0           | 0      | 0      | 3     | 2      | 80    | 32     |
| Real Madryt          | 2011/12            | Primera División   | 1     | 0      | 1            | 0            | –           | –           | 0      | 0      | –     | –      | 2     | 0      |
| Real Madryt          | 2012/13            | Primera División   | 0     | 0      | 0            | 0            | –           | –           | 0      | 0      | –     | –      | 0     | 0      |
| Real Madryt          | 2013/14            | Primera División   | 18    | 5      | 8            | 3            | –           | –           | 5      | 0      | –     | –      | 31    | 8      |
| Real Madryt          | 2014/15            | Primera División   | 16    | 3      | 3            | 1            | –           | –           | 3      | 0      | 1     | 0      | 23    | 4      |
| Real Madryt          | 2015/16            | Primera División   | 29    | 5      | 1            | 0            | –           | –           | 9      | 1      | –     | –      | 39    | 6      |
| Real Madryt          | Ogólnie            | Ogólnie            | 64    | 13     | 13           | 4            | 0           | 0           | 17     | 1      | 1     | 0      | 95    | 18     |
| Paris Saint-Germain  | 2016/17            | Ligue 1            | 9     | 1      | –            | –            | 1           | 1           | 4      | 0      | –     | –      | 14    | 2      |
| Paris Saint-Germain  | Ogólnie            | Ogólnie            | 9     | 1      | 0            | 0            | 1           | 1           | 4      | 0      | 0     | 0      | 14    | 2      |
| UD Las Palmas (wyp.) | 2016/17            | Primera División   | 16    | 3      | –            | –            | –           | –           | –      | –      | –     | –      | 16    | 3      |
| UD Las Palmas (wyp.) | Ogólnie            | Ogólnie            | 16    | 3      | 0            | 0            | 0           | 0           | 0      | 0      | 0     | 0      | 16    | 3      |
| Stoke City (wyp.)    | 2017/18            | Premier League     | 13    | 1      | 0            | 0            | 0           | 0           | –      | –      | –     | –      | 13    | 1      |
| Real Betis (wyp.)    | 2018/19            | Primera División   | 14    | 2      | 0            | 0            | 0           | 0           | –      | –      | –     | –      | 14    | 2      |
| Ogólnie w karierze   | Ogólnie w karierze | Ogólnie w karierze | 193   | 50     | 13           | 4            | 1           | 1           | 21     | 1      | 4     | 2      | 231   | 58     |

## Sukcesy
Real Madryt Castilla
- Segunda División B: 2011/12

Real Madryt
- Mistrzostwo Hiszpanii: 2011/12
- Puchar Króla: 2013/14
- Liga Mistrzów UEFA: 2013/14, 2015/16
- Superpuchar Europy UEFA: 2014
- Klubowe Mistrzostwo Świata: 2014

Hiszpania
- Wicemistrzostwo Europy do lat 17: 2010
- Mistrzostwo Europy do lat 19: 2012

Indywidualne
- Złoty But Mistrzostw Europy do lat 19: 2012
- Trofeum Zarry Segunda División: 2013
- Brązowy But Mistrzostw Świata do lat 20: 2013